# 阿什伯頓
阿什伯頓（Ashburton）是位於英國英格蘭西南部德文郡的一座小鎮。阿什伯頓曾是一座重要的錫礦城鎮。2011年時，阿什伯頓有人口4170人。鎮中心有五家酒吧和兩家餐廳。

## 外部連結
- Official town website
- 中的“阿什伯頓”
- Devon Local Studies - Ashburton community page
- 《末日審判書》上的Ashburton
- official Chapel website （页面存档备份，存于）